# Jim Pollard
James "Jim" Clifford Pollard (Oakland, 9 de julho de 1922 - Stockton, 22 de janeiro de 1993) foi um jogador e treinador norte-americano de basquete profissional.
Como jogador na NBA, Pollard foi considerado um dos melhores na década de 1950 e era conhecido por sua capacidade de saltar, ganhando o apelido de "The Kangaroo Kid". Cinco vezes campeão da NBA e quatro vezes selecionado para o All-Star Game da NBA, Pollard passou toda a sua carreira profissional de oito anos no Minneapolis Lakers.
Pollard foi introduzido no Hall da Fama em 1978.

## Carreira no ensino médio
Pollard frequentou a Oakland Technical High School em sua cidade natal, Oakland. Ele liderou o time de basquete da escola a três títulos consecutivos da conferência em 1937, 1938 e 1939. Ele teve média de 19,8 pontos em seu último ano, estabelecendo um recorde escolar.

## Carreira universitária e serviço militar
Pollard foi recrutado para a Universidade de Stanford pela ex-estrela de Stanford e futuro Hall da Fama, Hank Luisetti. Pollard jogou por Stanford por duas temporadas sob o comando do técnico Everett Dean. 
Durante sua segunda temporada, ele foi um membro importante da equipe que foi campeã nacional de 1942, mas, devido a doenças, ele não jogou na final do campeonato.
A carreira universitária de Pollard terminou cedo devido à Segunda Guerra Mundial e ele serviu na Guarda Costeira dos Estados Unidos de 1942 a 1946. Durante seu serviço, ele jogou pelo time de basquete da Guarda Costeira em Alameda, conquistando um título do norte da Califórnia em 1943 e o título da Liga de Serviços em 1946.
Pollard se formou na Universidade de Minnesota em 1954.

## Carreira amadora
Após a Segunda Guerra Mundial, Pollard jogou basquete amador por uma temporada com o San Diego Dons da União Atlética Amadora. Na temporada seguinte, ele jogou pelo Oakland Bittners na mesma liga. Ele liderou a liga em pontuação e ganhou o MVP nos dois anos. Suas equipes foram vice-campeões no torneio nacional da AAU nas duas temporadas.
Pollard também jogou beisebol amador durante sua carreira na NBA. Ele tinha a reputação de ser "um bom arremessador e um poderoso rebatedor". Foi lá que Pollard "acertou uma bola que não parou até chegar a Chicago", porque caiu em uma gôndola em um trem de carga passando pelo estádio.

## Carreira profissional

### Minneapolis Lakers (1947–1955)
Pollard iniciou sua carreira profissional no basquete em 1947, depois de assinar com o Minneapolis Lakers, enquanto a equipe fazia parte da NBL. Na equipe, Pollard jogava ao lado de George Mikan, Vern Mikkelsen e Slater Martin. Liderados pelo técnico John Kundla, essa equipe foi chamada de "Primeiro Legado na História do Basquete Profissional". O Lakers venceu o título da NBL em 1948, o título da BAA em 1949 e quatro título da NBA em 1950, 1952, 1953 e 1954. Pollard foi quatro vezes selecionado para o All-Star Game da NBA.
Pollard era conhecido por sua tremenda capacidade de salto e, posteriormente, ganhou o apelido de "The Kangaroo Kid". Ele poderia tocar no topo da tabela e enterrar da linha de falta, sendo um dos poucos jogadores de sua época que era capaz de enterrar. Pollard também era conhecido por ser um jogador e companheiro de equipe respeitado.
Pollard se aposentou do basquete após oito temporadas e terminou a carreira com médias de 13,2 pontos, 7,8 rebotes e 3,2 assistências.

## Carreira de treinador
Após se aposentar, Pollard assumiu o cargo de treinador na Universidade La Salle em 1955. Durante três temporadas com a equipe, ele compilou um recorde de 48-28.
Pollard foi nomeado treinador interino dosLakers no meio da temporada de 1959-60 em 2 de janeiro de 1960 e registrou um recorde de 14-25. Ele foi nomeado treinador principal dos recém-criados Chicago Packers em 1961 e conseguiu um recorde de 18-62 na primeira temporada da equipe.
Ele se mudou para a American Basketball Association para a temporada inaugural da liga em 1967 e treinou o Minnesota Muskies, que se mudou para Miami e se tornou o Miami Floridians na temporada seguinte. Ele foi demitido pela equipe no meio da temporada de 1969-70. Pollard passou seus últimos anos treinando na Universidade Atlântica da Flórida.

## Estatísticas da carreira

### Como jogador

#### Temporada regular
| Ano      | Equipe      | PJ  | MPJ  | AP   | LL   | RT  | AS  | PPJ  |
| -------- | ----------- | --- | ---- | ---- | ---- | --- | --- | ---- |
| 1948–49† | Minneapolis | 53  | –    | .396 | .687 | –   | 2.7 | 14.8 |
| 1949–50† | Minneapolis | 66  | –    | .346 | .764 | –   | 3.8 | 14.7 |
| 1950–51  | Minneapolis | 54  | –    | .352 | .750 | 9.0 | 3.4 | 11.6 |
| 1951–52† | Minneapolis | 65  | 39.2 | .356 | .704 | 9.1 | 3.6 | 15.5 |
| 1952–53† | Minneapolis | 66  | 36.4 | .357 | .769 | 6.8 | 3.5 | 13.0 |
| 1953–54† | Minneapolis | 71  | 35.0 | .370 | .778 | 7.0 | 3.0 | 11.7 |
| 1954–55  | Minneapolis | 63  | 31.1 | .354 | .812 | 7.3 | 2.5 | 10.8 |
| Carreira | Carreira    | 438 | 35.4 | .361 | .752 | 7.8 | 3.2 | 13.1 |
| All-Star | All-Star    | 4   | 24.3 | .304 | .750 | 5.5 | 3.3 | 12.0 |

#### Playoffs
| Ano      | Equipe      | PJ | MPJ  | AP   | LL   | RT   | AS  | PPJ  |
| -------- | ----------- | -- | ---- | ---- | ---- | ---- | --- | ---- |
| 1949†    | Minneapolis | 10 | –    | .293 | .710 | –    | 3.9 | 13.0 |
| 1950†    | Minneapolis | 12 | –    | .286 | .710 | –    | 4.7 | 12.0 |
| 1951     | Minneapolis | 7  | –    | .324 | .833 | 8.9  | 3.9 | 13.6 |
| 1952†    | Minneapolis | 11 | 42.6 | .405 | .740 | 6.3  | 3.0 | 16.1 |
| 1953†    | Minneapolis | 12 | 37.9 | .371 | .774 | 7.2  | 4.1 | 14.3 |
| 1954†    | Minneapolis | 13 | 41.8 | .361 | .800 | 8.5  | 3.2 | 12.3 |
| 1955     | Minneapolis | 7  | 36.7 | .317 | .717 | 11.1 | 2.0 | 14.1 |
| Carreira | Carreira    | 72 | 39.7 | .336 | .754 | 8.4  | 3.5 | 13.6 |

### Como treinador
| Temporada regular | Temporada regular | Temporada regular | Temporada regular | Temporada regular | Temporada regular | Temporada regular              | Playoffs | Playoffs | Playoffs | Playoffs | Playoffs                         |
| Time              | Ano               | Jogos             | Vitórias          | Derrota           | %                 | Classificação                  | Jogos    | Vitórias | Derrota  | %        | Resultado final                  |
| ----------------- | ----------------- | ----------------- | ----------------- | ----------------- | ----------------- | ------------------------------ | -------- | -------- | -------- | -------- | -------------------------------- |
| Minneapolis       | 1959–60           | 39                | 14                | 25                | .359              | 3º na Conferência Oeste        | 9        | 5        | 4        | .556     | Perdeu nas finais de conferência |
| Chicago           | 1961–62           | 80                | 18                | 62                | .225              | 5º na Conferência Oeste        | —        | —        | —        | —        | Não foi para os playoffs         |
| Minnesota         | 1967–68           | 78                | 50                | 28                | .641              | 2º na Conferência Leste da ABA | 10       | 4        | 6        | .400     | Perdeu nas finais de conferência |
| Miami             | 1968–69           | 78                | 43                | 35                | .551              | 2º na Conferência Leste da ABA | 12       | 5        | 7        | .417     | Perdeu nas finais de conferência |
| Miami             | 1969–70           | 20                | 5                 | 15                | .250              | (Demitido)                     | —        | —        | —        | —        | —                                |
| Carreira          | Carreira          | 295               | 130               | 165               | .405              |                                | 31       | 14       | 17       | .457     |                                  |